# OllehKT杯オープン選手権
OllehKT杯オープン選手権（ollehKT배오픈챔피언십）は、韓国の囲碁の棋戦。2010年に最高賞金額の棋戦として創設、プロとアマチュアの棋士が参加できる。2011年からOlleh杯。
- 主催 韓国棋院、囲碁TV
- 後援 KT
- 優勝賞金 (1-3期）1億ウォン、(4期-)1億2千万ウォン

## 方式
- ネットによるアマチュア予選、プロ棋士も加わる2次予選で出場者を決定。トーナメント戦で行い、決勝は五番勝負。
- コミ6目半
- 持ち時間は各1時間、40秒の秒読み3回
- アマチュア選手は本棋戦の成績の勝ち点の累計5でプロになることができる。勝ち点はベスト4で5、ベスト8で4、ベスト16で3、ベスト24で2、ベスト48で1。

## 優勝者と決勝戦
（左が勝者）
1. 2010年 李世乭 3-1 姜東潤
2. 2011年 李世乭 3-1 李昌鎬
3. 2012年 李世乭 3-1 崔哲瀚
4. 2013年 金志錫 3-0 睦鎮碩